# Stade langonnais
Maillots
Actualités
Le Stade langonnais est un club français de rugby à XV situé à Langon en Gironde.
Le club évolue en Nationale pour la saison 2024-2025.

## Histoire
Le club est formé en 1904.
Champion de France de deuxième division en 1963, Langon accède à l’élite pour la première fois en 1964 mais redescend immédiatement.
Langon reste  en deuxième division jusqu'au milieu des années 1970 et manque de peu la remontée dans l’élite battu de peu lors du match de la montée en huitième de finale en 1969 par le SA Mauléon 6-5 et en 1973 par le SC Albi 12-9.
Le club est promu en première division groupe B en 1975 après une victoire contre le CS Vienne 9-7 et reste trois saisons à ce niveau avant de redescendre en seconde division.
Il est ensuite champion de France de deuxième division en 1982 après avoir manqué de peu la remontée en première division groupe B la saison précédente.
À l'issue de la saison 2018-2019 jouée en Fédérale 1, le Stade langonnais est relégué en Fédérale 2.
Il remonte l’année suivante en 2020.
En 2023, le club est promu dans le championnat de Nationale 2. Le club bat 17-12 l'Avenir valencien en finale à Auch.
La saison suivante, le club remporte le championnat de Nationale 2 après s'être défait de l'Olympique marcquois en finale sur le score de 13 à 8. Le Stade langonnais enchaine donc deux titres en deux saisons et est promu en Nationale pour la saison 2024-2025.

## Identité visuelle

### Couleurs et maillots
Alors que les couleurs de la commune de Langon sont le rouge et l'or, le Stade langonnais adopte le rouge et le blanc.

### Logo

Évolution du logo
Ancien logo.
Logo abandonné en 2024.
Logo instauré en 2024.

## Palmarès

### Détail du palmarès
- Championnat de France de deuxième division :
  - Champion (2) : 1963 et 1982
- Champion de France de Nationale 2 :
  - Champion (1) : 2024
- Champion de France de Fédérale 1 :
  - Champion (1) : 2023
- Challenge de l'Essor :
  - Vainqueur (1) : 2001
- Champion de France Fédérale 1 (réserve) :
  - Vainqueur (1) : 2009
- Championnat de France des moins de 16 ans « Nationaux » :
  - Finaliste (1) : 2024

### Finales disputées
| Compétition | Date de la finale | Vainqueur        | Score   | Finaliste                 | Lieu de la finale             |
| ----------- | ----------------- | ---------------- | ------- | ------------------------- | ----------------------------- |
| Fédérale 1  | 18 juin 2023      | Stade langonnais | 17 - 12 | Avenir valencien          | Stade Jacques-Fouroux, Auch   |
| Nationale 2 | 12 mai 2024       | Stade langonnais | 13 - 8  | Olympique marcquois rugby | Stade Jules-Ladoumègue, Massy |

## Joueurs célèbres
- Christian Delage ;
- Christian Delage, neveu du précédent ;
- Benjamin Sore ;
- Benjamin Fall.
- Jamie Swanson